# 主宾型配列

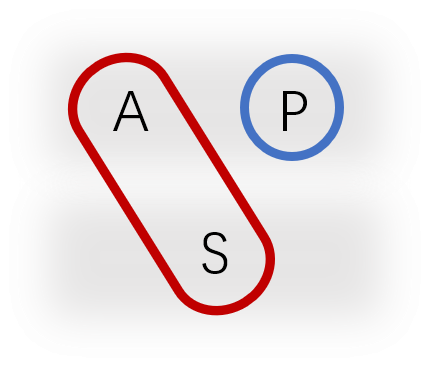

主宾型配列（Nominative–accusative alignment），也称为主宾格配列、对格配列或受格配列，是一類配列方式，即在句法或形态上，将不及物动词的单一变元和及物动词的施事论元同等对待（S=A），而区别对待及物动词的受事论元（P）。配列在综合语中常藉由格标记来表示；但并非只有格这种语法范畴可以配列，分析语中的语序和介词（前置词）等也可以配列。呈现这种配列的语言称为主宾格语言或者对格语言、受格语言。這種配列法在全球範圍內有著廣泛的分佈，是句法形态配列的主要形式之一，世界上大多數的語言都屬主賓格語言的行列。

## 编码性质
在主宾型配列里面，论元可以以多种显在方式呈现，这些方式称为编码性质（coding property），亦即形态性质。这些显在的编码属性常以词的形态变化或格助词的方式呈现。

### 格标记
如果一种语言有形态上的格变化，那么及物動詞的施事论元（A）和不及物動詞的單一核心變元（S）一同标记为主格（S=A）。及物動詞的受事论元（标记为P）则区别对待，将它标记为宾格，如日语和梵语；但有时候它也可以被标记为其他的格，比如芬兰语会将 P 标记为宾格和部分格，俄語會把 P 標記為屬格，以区分结点性。
- 日语：

- 梵语：

仅明显标记宾格而对主格隐性标记甚至不作标记的情况也很常见，例如：
- 俄语：

- 印地语：

- 泰米尔语口语：

#### 宾语异相标记
并非所有的语言都用显在的格来标记论元。实际上还有一种宾语异相标记（Differential object marking）广泛分布于各种语言当中，即直接宾语往往根据其含意而分割成两个子类，且在多数有宾语异相标记的语言中，只有一个种类有标记，而另一个子类则不带标记（但亦有像芬兰语般两个种类的宾语各带有不同标记的语言存在）。直接宾语的显著性越强，它就越容易被格显著地标记。显著性有以下阶层：
有生性：人类 → 动物 → 非动物
定指:  人称代词 → 名称 → 有定名词短语（definite NP ）→ 无定特指名词短语（indefinite specific NP ）→ 泛指名词短语（non-specific NP）
这个阶层也反映在西尔弗斯坦的人-动物性阶层中。
其他有宾语異相標記的語言包括了土耳其語、特里基语、卡西语、马拉雅拉姆语、卡姆語和阿姆哈拉语等語言。在土耳其語和萨哈语中，直接宾语可帶賓格標記或不帶任何（可見的）賓格標記，若一個直接受詞名詞帶有賓格標記，則它是指特定的某事物（像例如「某特定的人」)，不然就是指某些不特定的事物（像「某人」）。在萨哈语中，如果缺乏这种显在的格标记，那么宾语的语序分布就会受到限制，一定要前置于谓语，反之则不会。
实际上显著度的区分在不同文化里面也会有很大差异，如德语的宾格常标记在阳性论元上。

#### 主语异相标记
格标记是主语异相标记的其中一种形式，主语异相标记还能通过一致、倒装、语态变化等实现。在及物动词句中避免主语和宾语发生歧义是异相标记的功能动因；和宾语异相标记一样，主语异相标记可以区分主语的显著性。这一显著性阶层在及物动词主语上比及物动词宾语显的更加自然。

### 动词一致
有时主宾型配列也可以通过动词的显在一致来实现。在下面的阿姆哈拉语例子中，动词被同时标记上了主格标记“3SG.M”和“3SG.M.O”，分别与主格和宾格形成一致。

## 表现性质
当 S、A 或 P 处于特定的句法结构时，主宾型配列就会表现出来，这属于表现性质（Behavioral property），也即句法性质，作用于句子层面。

### 语序
有些语言缺乏形态变化，更依赖句法去编码语义和语法关系。一门语言越不依赖显在格标记，配列就可能通过语序呈现，如前述例 6.，以及下例印尼语：
主宾型配列在语序上表现为：S 和 A 都直接出现在动词前，而 P 则可以直接表现在动词后。如法语：
实际上，缺乏形态手段、主要靠语序表达句法功能的语言大部分都属于主宾型语言，作通型语言极其罕见。

### 等位省并
在等位省并（conjunction reduction）过程中，句法形态配列确定并列结构（coordinate structure）里的哪个论元可以忽略，哪个不可以。主宾型语言如：
联动句里面，嵌入子句被省略的论元必须对应到复合子句的主语（主格），如果对应到宾语（宾语），则句子不合法。如果汉语是作通型语言，则会变成：
这时嵌入子句被省略的论元必须对应到复合子句的宾语（通格），如果对应到主语（作格），则句子不合法。

## 分布

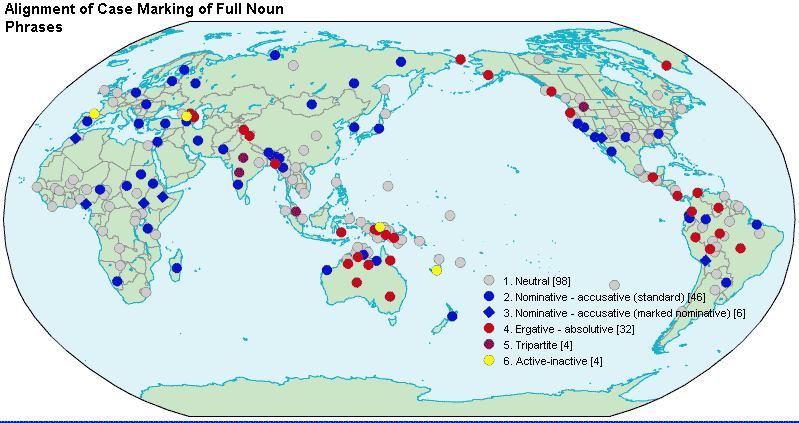
各种配列类型在全世界的分布

呈现主宾型配列的语言数量最多，在世界上的分布也最广；相反，作通型配列的语言则被局限于高加索、北美和中部美洲、青藏高原和澳大利亚等数个地区。右图呈现了各种配列在世界上的分布，而下表则列出了世界各区域主宾型语言的例子：
| 北美洲： - 伊维留瓦特语（美国） - 科阿萨提语（美国） - 米沃克语（美国）                                           | 大洋洲： - 卡亚尔第利德语（澳大利亚） - 曼加拉伊语（澳大利亚） - 毛利语（新西兰）                                                              | 南美洲： - 艾马拉语（玻利维亚、智利、秘鲁） - 巴拉萨那语（哥伦比亚） - 克丘亚语（厄瓜多尔） - 夏凡特语（巴西）                                                   |
| 欧洲: - 芬兰语（芬兰） - 德语（德国） - 希腊语（希腊） - 匈牙利语（匈牙利） - 俄语（俄罗斯） - 西班牙语（西班牙） | 非洲： - 柏柏尔语（摩洛哥） - 伊博语（尼日利亚） - 伊拉库语（坦桑尼亚） - 卡努里语（乍得） - 科伊科伊语（纳米比亚） - 马拉加斯语（马达加斯加） | 亚洲： - 亚美尼亚语（亚美尼亚） - 土耳其语（土耳其） - 布拉灰语（巴基斯坦） - 缅甸语（缅甸） - 希伯来语（以色列） - 日语（日本） - 蒙古语（蒙古） - 韩语（韩国） |

## 相关理论

### 最优理论
最优理论（Optimalicy theory）认为，主宾型标记系统的形成主要是为了实现两项功能，或者说是两项制约：确认功能（identifying function）和消歧功能（distinguishing function）。确认功能是指，格这一词法编码会包括论元独有的语义或语用属性和信息。例如从某个论元所持有的宾格形态，就可以确认该论元拥有受事语义角色。 消歧功能即区分核心论元的功能，尤其是及物动词句中的两个核心论元 A 和 P；而不同配列如何实现消歧功能，就成为了不同的“格标记策略”。格的这两种功能往往同时起作用。确认功能为主的格系统相较于消歧功能为主的格系统，其格变化必须更为发达。

### 功能压力论
另一种解释主宾型配列产生的理论是功能压力论（Functional pressure）。在语言方面，这个理论主要关注语言社区的各种需求，认为语言会发展出一些功能体系来满足需求压力。主宾型配列就是为了消除歧义、简化沟通流程而产生的。
出于上述原因，不及物型语言很罕见:36:125，因为没有满足区分论元 A 和 P 的需求；不过经济原则也是影响配列形成的重要因素，虽然有必要辨别区分论元，但像三分型那样的配列就有些过剩了，因为超出了需求，所以三分型语言也很少，大部分语言都会在不损害可理解性的前提下采取较少的论元数目。通过这种方式，效率和经济的双重压力下就产生了 S 与 A、P 任意两方联合、一方孤立的格配列，也即主宾型和作通型这两种最为广泛分布的配列。